# Afife Jale
Afife Jale, född 1902, död 1941, var en turkisk skådespelare. Hon blev efter sin debut 1920 känd som den första kvinnliga muslimska skådespelaren i Turkiet, där det Osmanska riket tidigare endast hade tillåtit icke muslimska kvinnor att uppträda på scen.